# William Baldwin (acteur)
Pour les articles homonymes, voir William Baldwin, Famille Baldwin et Baldwin.
William Baldwin, né le 21 février 1963 à Massapequa (État de New York, États-Unis), est un acteur et producteur américain.
Ses frères Alec, Daniel et Stephen sont aussi acteurs.
Il utilise parfois le pseudonyme de Billy Baldwin.

## Biographie
Issu d'une famille liée à la comédie, il est le 4e d'une famille de 6 enfants (Elizabeth Keuchler, Alec Baldwin, Daniel Baldwin, Jane Sasso et Stephen Baldwin) et commence sa carrière tout à la fin des années 1980 avec un rôle mineur dans le film Né un 4 juillet (1989) d'Oliver Stone puis dans L'Expérience interdite (1990) de Joel Schumacher.
Sa carrière se lance d'emblée et il devient l'un des visages notables du cinéma américain dans les années 1990. Le film Backdraft (1991) de Ron Howard, finit d'asseoir sa notoriété auprès des spectateurs. Les producteurs l'associent alors avec deux des sex-symbols de cette décennie : Sharon Stone pour les besoins du film Sliver (1993) puis Cindy Crawford dans Fair Game (1995), qui sont aussi deux échecs cuisants pour le comédien. Les collaborations prestigieuses se font plus rares, il faut attendre 1999 et le film Virus pour qu'il retrouve le succès en partageant l'affiche avec Jamie Lee Curtis.
Mais, dès les années 2000, le cinéma ne lui fait plus les yeux doux et il se partage entre télévision et films sortis directement en vidéo.
En 2018, l'acteur joue dans la série The Purge inspirée de la série de films American Nightmare et, en 2019, participe Backdraft 2, un film sorti directement en vidéo.

## Vie privée

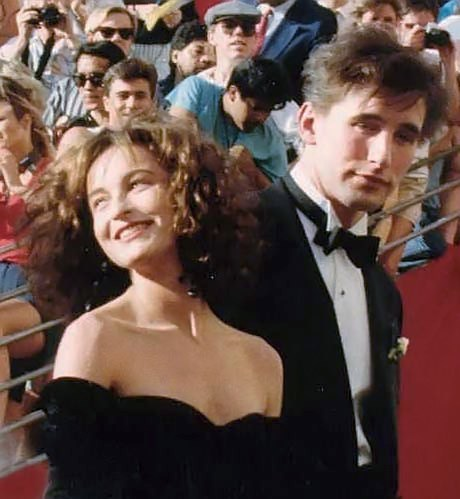
William Baldwin et Jennifer Grey lors des Oscars 1988.

Il est le cousin de l'acteur Joseph Baldwin. Il est aussi l’oncle de Hailey Baldwin, plus connue sous le nom de Hailey Bieber.
Il a été le compagnon de l'actrice américaine Jennifer Grey de 1988 à 1991.
Depuis le 8 septembre 1995, il est marié à la chanteuse américaine, Chynna Phillips, avec qui il a deux filles : Jameson (née le 27 février 2000) et Brooke (née le 6 décembre 2004), et un fils : Vance (né le 23 octobre 2002).

## Filmographie

### Acteur

#### Cinéma
- 1989 : Né un 4 juillet (Born on the fourth of july) d'Oliver Stone : Soldat au Vietnam
- 1990 : L'Expérience interdite (Flatliners) de Joel Schumacher : Joe Hurley
- 1990 : Affaires privées (Internal Affairs) de Mike Figgis : Van Stretch
- 1991 : Backdraft de Ron Howard : Brian McCaffrey
- 1993 : Sliver de Phillip Noyce : Zeke Hawkins
- 1993 : Three of Hearts de Yurek Bogayevicz : Joe
- 1995 : Fair Game d'Andrew Sipes : Détective Max Kirkpatrick
- 1995 : Pyromaniac Love Story de Joshua Brand : Garet
- 1996 : Sang-froid (Curdled) de Reb Braddock : Paul Guell
- 1998 : Jessie (Shattered Image) de Raoul Ruiz : Brian
- 1998 : Bulworth de Warren Beatty : l'amoureux de Constance Bulworth
- 1999 : Virus de John Bruno : Steve Baker
- 2000 : So British! (en) (Relative Values) d'Eric Styles : Don Lucas
- 2000 : Primary Suspect de Jeff Celentano : Christian Box
- 2001 : Le Piège d'une liaison (Say Nothing) d'Allan Moyle : Julian Grant
- 2001 : One Eyed King de Nathaniel Ryan : Franck
- 2001 : Double Bang (en) de Heywood Gould : Billy Brennan
- 2002 : You Stupid Man de Brian Burns : Brady
- 2003 : Red Rover de Marc S. Grenier : Will Taylor
- 2005 : The Squid and the Whale de Noah Baumbach : Ivan
- 2006 : Feel de Matt Mahurin : Nathan
- 2006 : Lenexa, 1 Mile de Jason Wiles : Dan Cooney Sr.
- 2006 : Sakura: Blue-Eyed Samurai de Dean Paras
- 2006 : Le Carrefour du parc (Park) de Kurt Voelker : Dennis (sous le pseudo Billy Baldwin)
- 2006 : Last Hour de Pascal Caubet
- 2007 : Adrift in Manhattan d'Alfredo De Villa : Mark Phipps
- 2007 : Noise de Henry Bean : le chef de cabinet du maire
- 2008 : Sans Sarah rien ne va (Forgetting Sarah Marshall) de Nick Stoller : Détective Hunter Rush
- 2010 : Jock of the Bushveld de Duncan MacNeillie : voix d'un marin
- 2012 : Remnants de Peter Engert : Roy
- 2012 : Dino Time (en) de Yoon-suk Choi et John Kafka : voix de Sarco
- 2013 : The Stranger Inside d'Adam Neutzsky-Wulff : Dr Robert Moore, psychiatre
- 2013 : Sexy Evil Genius de Shawn Piller : Bert Mayfaire
- 2014 : The Wisdom to Know the Difference de Daniel Baldwin : Dennis
- 2014 : Aftermath de Péter Engert : Shane (voix)
- 2015 : Dans la peau de mon père (Christmas Trade) de Joel Souza : Mitch Taylor
- 2016 : Blowtorch de Kevin Breslin : Détective Frank Hogan
- 2016 : Chronology de Kipp Tribble et Derik Wingo : Mr. Rose
- 2017 : The Broken Key de Louis Nero : Frère Hugo
- 2017 : Born Again Dead de Jowan Carbin : Haskell
- 2017 : Maximum Impact d'Andrzej Bartkowiak : l'homme mystère
- 2018 : Abigail Falls d'Erica Dunton : Peter
- 2018 : Minutes to Midnight de Christopher Ray : Mr. Walters
- 2019 : Backdraft 2 de Gonzalo López-Gallego : Brian McCaffrey
- 2019 : 1st Born d'Ali Atshani et Sam Khoze : Saul
- 2019 : Welcome to Acapulco de Guillermo Ivan : Drake Savage
- 2019 : Talk (court métrage) de Romuald Boulanger : Elvis
- 2020 : 2 Graves in the Desert[2] de Benjamin Goalabré : Mario
- 2020 : Beckman de Gabriel Sabloff : Reese
- 2020 : S.O.S. Survive or Sacrifice de Roman Doronin : Jake
- 2021 : Haters de Stéphane Marelli : lui-même
- 2021 : Church People de Christopher Shawn Shaw : Mr Cameron
- 2021 : The Rebels of PT-218 de Nick Lyon : Général Bradley
- 2021 : Fourth Grade de Marcelo Galvão : Charlie
- 2021 : Annihilation (War of the Worlds: Annihilation) de Maximlian Elfeldt : Général Skuller
- 2022 : Dakota de Kirk Harris : Monty Sanders
- 2022 : Candy Land de John Swab : Shérif Rex
- 2022 : The Good Witch of Christmas de Francesco Cinquemani : Tony
- 2023 : Assault on Hill 400 de Christopher Ray : Général Weaver
- 2023 : Billie's Magic World de Francesco Cinquemani :
- 2023 : Break In de Peter Sullivan : Robert Lockwood
- 2023 : Out of Hand de Brian Skiba : Leonard
- 2024 : South of Hope Street de Jane Spencer : Daniel

#### Télévision
Séries
- 2005 : Danny Fantôme de Butch Hartman : voix de Johnny 13
- 2006 : Waterfront de Richard J. Lewis
- 2007-2009 : Dirty Sexy Money de Craig Wright (en) : Patrick Darling IV
- 2010 : Parenthood : Gordon Fint, patron de Adam et de Sarah
- 2010-2012 : Gossip Girl : William Van der Woodsen, le père de Serena & Eric
- 2011 : Hawaii 5-0 : Frank Delano
- 2012 : 30 Rock
- 2012 : Men at Work : Shepard Peters
- 2012 : Copper : William Eustace
- 2014 : Forever : Oliver Clausten
- 2017 : MacGyver : Elwood (sous son nom Billy Baldwin)
- 2018 : Insatiable : Gordy
- 2018 : The Purge : David Ryker
- 2019 : Northern Rescue (en) : John West
- 2019 : Too Old to Die Young : Théo

Téléfilms
- 1989 : The Preppie Murder (en) de John Herzfeld : Robert Chambers
- 1999 : Pacte de la haine (Brotherhood of Murder) de Martin Bell : Tom Martinez
- 2002 : R.U.S./H. de Gary Fleder
- 2004 : Braquage à l'espagnole (Art Heist) de Bryan Goeres : Bruce Walker
- 2011 : Le Fiancé aux deux visages (The Craigslist Killer) de Stephen Kay
- 2013 : Le Bal des pompiers (Be My Valentine) : Dan Farrell
- 2015 : Un mariage à l'épreuve (Lead With Your Heart) : Ben
- 2015 : Dans la peau de mon père : Mitch Taylor
- 2017 : Âmes sœurs.com : Nico Stendhal

### Producteur / producteur délégué
- 2008 : Lymelife de Derick Martini
- 2015 : Un mariage à l'épreuve (Lead With Your Heart) de Bradley Walsh
- 2017 : Âmes soeurs.com (While You Were Dating) (TV) de David Winning
- 2017 : Born Again Dead de Jowan Carbin
- 2019 : Northern Rescue (série TV) - 10 épisodes
- 2022 : On the Line de Romuald Boulanger

## Distinctions

### Récompenses
- 2019 : AltFF Alternative Film Festival du meilleur acteur dans un court-métrage pour Talk (2019).
- 2019 : DOC LA du meilleur acteur dans un court-métrage pour Talk (2019).
- 2019 : European Independent Film Award du meilleur acteur dans un court-métrage pour Talk (2019).
- 2019 : Film Miami Fest du meilleur acteur dans un court-métrage pour Talk (2019).
- 2019 : Five Continents International Film Festival du meilleur acteur dans un court-métrage pour Talk (2019).
- 2019 : Florence Film Awards du meilleur acteur dans un court-métrage pour Talk (2019).
- 2019 : Los Angeles Film Awards du meilleur acteur dans un court-métrage pour Talk (2019).
- 2019 : Next International Film Festival - NIFF Houston du meilleur acteur dans un court-métrage pour Talk (2019).
- 2019 : South Film and Arts Academy Festival du meilleur acteur dans un court-métrage pour Talk (2019).
- 2019 : Top Shorts Film Festival du meilleur acteur dans un court-métrage pour Talk (2019).
- Best Actor Award 2020 : Lauréat du Prix Diamond du meilleur acteur dans un court-métrage pour Talk (2019).
- 2020 : Crown Wood International Film Festival du meilleur acteur dans un court-métrage pour Talk (2019).
- 2020 : Independent Shorts Awards International Film Festival du meilleur acteur dans un court-métrage pour Talk (2019).
- 2020 : Montreal Independent Film Festival du meilleur acteur principal dans un court-métrage pour Talk (2019).
- 2020 : Paris Art and Movie Awards du meilleur acteur dans un court-métrage pour Talk (2019).
- 2020 : Paris Film Festival du meilleur acteur dans un court-métrage pour Talk (2019).
- 2020 : Prisma AEC du meilleur acteur principal dans un court-métrage pour Talk (2019).
- 2020 : Vegas Movie Awards du meilleur acteur dans un court-métrage pour Talk (2019).
- 2021 : Vegas Movie Awards du meilleur acteur dans un court-métrage pour Talk (2019).